# 星野純一
星野 純一は、日本の音楽プロデューサー、作曲家、編曲家、レコーディング・エンジニア。high-speed-boyz所属。

## 提供曲
- EDGE of LIFE
  - Nobody nows - 作曲 (2015年)

- Every Little Thing
  - RUN FOR - 作曲 (2014年)

- 小松未可子
  - Baby DayZ - 作曲・編曲 (2013年)

- 平原綾香
  - 翼 - 作曲・編曲 (2013年)
  - Piece of Love - 作曲・編曲 (2013年)

- 宮脇詩音
  - まるで初恋 - 作曲 (2016年)